# 馮英騏
馮英騏，MH（1980年2月7日—2023年11月2日），前香港輪椅擊劍運動員。他曾參與2000年和2004年夏季殘疾人奧林匹克運動會，共取得五金一銀一銅的成績。

## 生平

### 背景
馮英騏的父親為工程師，母親為家庭主婦。1993年12歲時他遇上意外，弄斷了手，傷口受到細菌感染，患上急性脊髓炎，脊椎神經受損，受感染的範圍甚至擴散至雙腳，導致下肢癱瘓，需要入住兒童醫院，直到2000年才再次慢慢恢復走路。在15歲出院前，他就讀福榮街官立小學。在15歲出院後，他曾先後入讀聖芳濟書院和沙田蘇浙公學，在沙田蘇浙公學就讀時，由於學校正門有幾級樓梯，馮需要靠雙手帶着輪椅爬樓梯。在2000年他重新恢復走路後，雖然雙腳神經沒有知覺，他卻成為了全班跑得最快的同學，在體能測驗中排名第一，甚至在一些跑步和單車的公開賽中獲得獎項。2002年，他入讀香港浸會大學修讀體育及康體管理學士課程成為特別生，並於2004年正式修讀課程。2007年畢業後，他前往國立臺灣師範大學攻讀運動生物力學碩士學位，再於香港中文大學修讀讀矯形外科及創傷學系博士學位，但在二年級時放棄攻讀，轉讀香港理工大學物理治療項士課程。

### 職業生涯
馮英騏曾在一次參與殘疾人乒乓球比賽時敗給兩名輪椅劍擊選手，對方說他在劍擊方面很有潛質。於是他便在1994年起接觸並學習輪椅劍擊，曾經每天放學後四點到十點練習。1995年，他獲選為香港輪椅劍擊隊代表，後來更搬到香港體育學院住。1998年，他出戰世界錦標賽奪得冠軍。馮於2000年到悉尼參與傷殘奧林匹克運動會，奪得A級個人佩劍、A級個人花劍、團體花劍金牌，以及團體佩劍銅牌。2004年，他再赴雅典參與傷殘奧林匹克運動會，最終奪得A級個人花劍、團體佩劍金牌，以及團體花劍銀牌。2004年完成奧運後，他指比賽令他對劍擊的興趣減退，因此不打算參與2008年的殘奧會。2006年，他正式退役。
退役後，他投入協助殘疾人運動的工作，加入國際殘疾人奧委會，在級別鑒定委員會中擔任委員。其後到日本居住和學習日語，並在2008年夏季殘疾人奧林匹克運動會前指導日本的輪椅劍擊運動員。繼1998年參與10公里輪椅賽後，在2012年起，他又參與渣打馬拉松輪椅賽。2012年和2013年，他分別出戰全馬和半馬輪椅賽。2014年至2016年的三年期間，馮參與10公里賽事，成功實現三連冠。

## 榮譽
- 2001年榮譽勳章[4]
- 2004年十大再生勇士[4]
- 2013年香港十大傑出青年[4]